# Экономическая реструктуризация
Термин Экономическая реструктуризация используется для обозначения изменений в составных частях экономики. В западном мире этот термин обычно используется для обозначения явления, когда городские районы переходят от сферы производства к сфере сектора услуг. Это имеет серьёзные последствия для производственного потенциала и конкурентоспособности городов и регионов. Эта трансформация влияет на демографию, распределение доходов , занятость и социальную иерархию, институциональные механизмы, включая рост корпоративного комплекса, специализированных производственных услуг, мобильность капитала, неформальную экономику, нестандартную работу и государственные расходы; а также межрегиональную инфраструктуру, включая рост глобальных городов, пространственное несоответствие и различия в росте мегаполисов.

## Демографическое влияние
Социолог Саския Сассен утверждает, что по мере того, как города теряют рабочие места в обрабатывающей промышленности и увеличивают объём услуг, социальная иерархия расширяется там, где в сфере услуг увеличивается количество высокоуровневых и высокооплачиваемых профессиональных рабочих мест наряду с увеличением числа низкооплачиваемых рабочих мест. Низкоквалифицированные рабочие места занимают иммигранты и представители меньшинств. В структуре заработной платы со временем появляется «недостающая середина». В некоторые эффекты этой социальной поляризации входит растущая концентрация бедности в крупных городах, а также появление различных социальных форм, таких как низший класс, неформальная экономика и предпринимательские сообщества иммигрантов. Кроме того, падающий сектор обрабатывающей промышленности оставляет после себя безработных квалифицированных рабочих. При этом нестабильность характеризуется стагнацией экономики из-за бегства капитала за рубеж. Заработная плата уменьшается, профсоюзы на производстве теряют свой авторитет. Ещё один качественный аспект связан с феминизацией предложения рабочих мест по мере того, как всё больше и больше женщин попадают в рабочую среду в секторе услуг.
Как затраты, так и выгоды связаны с экономической реструктуризацией. Повышение эффективности, создание рабочих мест, джентрификация и повышение национальной конкурентоспособности связаны с социальной изоляцией. Низкоквалифицированное население с низким уровнем дохода сталкивается с потерей возможностей, полным безучастием в жизни общества, отсутствием доступа на рынок труда и школы, слабым положением на рынках жилья, ограниченным политическим участием и социальными возможностями, культурной дезинтеграцией. И наоборот, высококвалифицированные специалисты с высоким доходом пользуются социальной интеграцией с современными удобствами и комфортом, социальным участием и полным доступом к общественным ресурсам.
Социолог Уильям Джулиус Уилсон утверждает, что деиндустриализация занятости в обрабатывающей промышленности усугубила безработицу в бедных общинах, что коррелирует с ростом числа домохозяйств с матерями-одиночками, высоким уровнем преждевременной смертности и увеличением количества заключённых.
Городская молодёжь также страдает. Упадок образования, здравоохранения и социальных услуг, нехватка рабочих мест для малообразованных людей, отсутствие общественных мест для игр и отдыха на свежем воздухе — всё это способствовало уменьшению количества автономных игр на свежем воздухе или мест для отдыха на открытом воздухе для молодёжи. Это, в свою очередь, влияет на их общее развитие, культурный уровень и формирование идентичности. Дети становятся узниками дома, полагаясь на телевидение и интернет. Современная городская среда ограничивает возможности детей формировать и согласовывать культуру сверстников или приобретать необходимые социальные навыки.

## Институциональные механизмы
Когда нефтяной кризис 1973 года затронул мировую экономику, реструктуризация стала использоваться для исправления ситуации за счёт географического перераспределения производства, потребления и строительства жилых домов. Экономика городов по всему миру перешла от производства товаров к производству услуг. Прорывы в области транспорта и связи сделали промышленный капитал гораздо более мобильным. Вскоре производственные услуги превратились в четвёртый базовый сектор экономики, где обычная работа с низкооплачиваемыми услугами переместилась в сектор с низкими затратами, а передовые корпоративные услуги сконцентрировались в городах. Эти технологические потрясения вызвали изменения в институциональных механизмах, в результате которых на первый план вышли крупные корпорации, смежные предприятия и финансовые услуги, некоммерческие организации и предприятия государственного сектора. Глобальные города, такие как Нью-Йорк и Лондон, становятся центрами международных финансов и штаб-квартирами для транснациональных корпораций, предлагающих услуги по обмену валют, а также наращивание иностранного банковского дела и торговли. Другие города становятся региональными центрами низкооплачиваемого производства. Во всех этих городских районах растёт корпоративный комплекс, предлагающий банковские, страховые, рекламные, юридические и другие услуги. Экономическая реструктуризация позволила рынкам расширяться в размерах от регионального до национального и международного масштабов.
В целом эти институциональные механизмы, подкреплённые улучшенными технологиями, отражают взаимосвязанность и интернационализацию фирм и экономических процессов. Капитал, товары и люди стали быстро перемещаться через границы. Там, где режим регулирования начался с фордизма и тейлоризации в индустриальную эпоху, а затем до массового потребления кейнсианской экономической политики, он переходит в дифференцированное и специализированное потребление через международную конкуренцию. На рынке труда возникают нестандартные формы работы, неполный рабочий день, временный наём, работа по контракту, краткосрочная занятость, условная занятость. Глобальные экономические изменения и технологические усовершенствования в коммуникационных и информационных системах побудили конкурирующие организации специализироваться на производстве и быстро набирать временных работников для конкретных проектов. Таким образом, норма стандартной стабильной занятости рушится с середины 1970-х годов.
Ещё один сдвиг в институциональном устройстве связан с государственными ресурсами. Поскольку реструктуризация экономики стимулирует высокотехнологичные услуги и экономику, основанную на знаниях, это приводит к массовому сокращению государственных инвестиций. Во многих частях США и промышленно развитых западных странах резко сокращаются государственные расходы на жильё, школы, социальное обеспечение, образование, профессиональную подготовку, создание рабочих мест, уход за детьми, отдых и открытые пространства. Чтобы исправить это сокращение вводится приватизация. Хотя приватизация ведёт к некоторым улучшениям в сфере производства услуг, она ведёт к меньшей общественной ответственности и большей неравномерности в распределении ресурсов. Неолиберализм стал идеологической платформой экономической реструктуризации. Теория экономики свободного рынка разрушила кейнсианские и коллективистские стратегии и продвинула политику Рейгана и Тэтчер 1980-х годов. Фритредерство, гибкая рабочая сила и бегство капитала используются в экономической практике Вашингтона, Лондона и Москвы. Реструктуризация экономики приводит кдецентрализации, поскольку государства передают власть местным органам власти. Там, где федеральное правительство сосредотачивается в основном на вопросах войны и благосостояния, местные органы власти сосредотачиваются на производительности. Городская политика отражает этот ориентированный на рынок переход от поддержки государственных функций к поддержке бизнеса.

## Географическое влияние
Городские пейзажи, особенно в США, значительно изменились в результате экономической реструктуризации. Такие города, как Балтимор, Детройт, Сент-Луис и другие, сталкиваются с потерями населения, в результате чего тысячи заброшенных домов, неиспользуемых зданий и пустырей способствуют упадку городов . Такие преобразования подрывают городское планирование и приводят к вырождению, способствуя распространению наркомании и бродяжничеству. Городские пространства делятся на кварталы городской знати, и трущобы для низкооплачиваемых рабочих и работников теневой экономики. В некоторых районах проекты джентрификации привели к перемещению бедных жителей. Даже рынки жилья реагируют на реструктуризацию экономики ухудшением жилищного фонда, ростом цен на жильё, истощением налоговой базы, изменениями в финансировании и сокращением федеральной поддержки жилищного строительства. Пространственное разделение между богатыми и бедными домохозяйствами обостряется.

## Мнения
В культурном плане экономическая реструктуризация ассоциируется с постмодерном как аналогом гибкого накопления. Кроме того, этот термин несёт в себе три основные темы:
1. исторический, радикальный разрыв постиндустриального экономического порядка;
2. приоритет экономических сил над социальными / политическими силами;
3. превалирование общественного строя над субъективными факторами, в которых социальный процесс не зависит от человеческой воли, как это происходит в соответствии с экономической логикой (Logan & Swanstrom 1990).
Кроме того, реструктуризация экономики демонстрирует растущее сложное современное общество с интенсивным использованием человеческого капитала.